# Jenny of Oldstones
 "Jenny of Oldstones", alternativamente intitulada "Jenny's Song", é uma canção que aparece na série de TV da HBO, Game of Thrones. Foi incluído em duas partes separadas no segundo episódio da oitava temporada da série, "Um Cavaleiro dos Sete Reinos". No primeiro momento da música, foi interpretado durante o episódio pelo personagem Podrick Payne, interpretado pelo ator escocês Daniel Portman. A música tocou durante os créditos finais do episódio, interpretada pela banda de indie rock inglesa Florence and the Machine. Florence and the Machine lançou a música como single no dia seguinte ao episódio, em 22 de abril de 2019. A música foi lançada pela HBO e pela gravadora Universal Music Group.

## Composição
"Jenny of Oldstones" é uma adaptação de uma canção mencionada na novela de fantasia de George RR Martin, A Song of Ice and Fire, na qual se baseia Game of Thrones . No terceiro romance da série, A Storm of Swords, um personagem pede que "a música da minha Jenny" seja executada. Apenas uma linha da canção é citada no próprio romance: "High in the halls of the kings who are gone'' (''No alto dos corredores dos reis que se foram, Jenny dançava com seus fantasma''). Na história fictícia do mundo de A Song of Ice and Fire, o titular Jenny de Oldstones era uma plebéia a quem um príncipe entregou sua herança para se casar.
A canção foi escrita pelo compositor iraniano-alemão Ramin Djawadi, que compõe a música de Game of Thrones, e pelos roteiristas DB Weiss e David Benioff, que adicionaram letras ao fragmento escrito em A Song of Ice and Fire, de Martin. A gravação de Florence and the Machine foi produzida pelo músico norte-americano Doveman e Florence e pela vocalista da Factory, Florence Welch. A música é uma canção folk, com influências da música celta. Weiss e Benioff se aproximaram de Welch em 2012 para gravar a música "The Rains of Castamere", embora ela tenha recusado o pedido. Após o lançamento de "Jenny of Oldstones", Welch afirmou em uma entrevista ao The New York Times que isso foi durante seus "anos selvagens", quando ela estava "menos focada".
No episódio "Um Cavaleiro dos Sete Reinos", a gravação da música de Welch foi tocada nos créditos finais. A música foi no entanto ouvida pela primeira vez por Daniel Portman como o personagem Podrick, que cantou um verso em uma seqüência que lembrava a cena em O Senhor dos Anéis: O Retorno do Rei, quando Pippin cantou "The Edge of Night" antes da batalha de Minas Tirith. A versão cantada por Portman é simplificada em suas harmonias, enquanto a versão de Welch está próxima de como Djawadi originalmente a escreveu com mais mudanças de acordes.

## Créditos
Créditos adaptados do YouTube, fornecidos pelo Universal Music Group.
- Florence Welch - vocais, produção musical
- Doveman - produção musical, mixagem, teclados, programação
- Chris Gehringer - mastering
- DB Weiss - compondo, compondo
- David Benioff - compondo
- Ramin Djawadi - compondo,
- George RR Martin - compondo